# Takeo Kajiwara
Takeo Kajiwara (梶原 武雄?, Kajiwara Takeo; Sado, 23 febbraio 1923 – 28 novembre 2009) è stato un giocatore di go giapponese.

## Biografia
Takeo Kajiwara imparò il Go fin da giovanissimo e iniziò a studiare sotto la tutela del 9º dan Riichi Sekiyama. Divenne un giocatore professionista nell'autunno del 1937 e raggiunse il grado massimo di 9° dan nel 1965. Nel 1947 abbandono la Nihon Ki-in con altri sette giocatori professionisti per fondare un'organizzazione indipendente chiamata Igo Shisha che però ebbe vita breve, già l'anno seguente i fuoriusciti rientrarono in seno alla federazione nazionale. Nel corso della sua carriera fu presente nelle fasi finali di molti tornei, diventando sfidante al titolo Ōza nel 1964. Nel 1965 prese parte alla "spedizione" di professionisti giapponesi in Cina che contribuirono allo sviluppo del fuseki cinese. Negli anni seguenti, con l'avanzare dell'età si è concentrato soprattutto sull'insegnamento, unendosi al dojo di Minoru Kitani e sostituendo proprio quest'ultimo come figura di riferimento e insegnante principale durante un periodo di malattia. Furono suoi allievi futuri campioni del calibro di Yoshio Ishida, Masao Kato e Masaki Takemiya.

## Palmares
| Nazionali          | Nazionali | Nazionali |
| Torneo             | Vittorie  | Finalista |
| ------------------ | --------- | --------- |
| Ōza                |           | 1 (1964)  |
| Asahi Pro Best Ten |           | 1 (1971)  |
| Totale             | 0         | 2         |

| Controllo di autorità | VIAF (EN) 110283527 · ISNI (EN) 0000 0000 8407 586X · LCCN (EN) n79064668 · GND (DE) 142676101 · NDL (EN, JA) 00030224 |